# 中国左翼美术家联盟
中国左翼美术家联盟，简称“美联”，是1930年7月在上海成立的中国共产党领导的美术工作者团体。

## 历史
1930年7月，以时代美术社为基础，联合上海美专、新华艺专、杭州艺专、中华艺大等校及白鹅画会的许幸之（中华艺大）、于海（于玉海，于寄愚，中华艺大）、胡以撰(一川，“一八艺社”代表)、周熙(江丰，白鹅画会学生代表)、姚馥(夏朋，“一八艺社”代表)、沈叶沉(西苓，中华艺大)、刘露（上海艺大学生代表）、张谔（上海美专学生代表）、夏衍（中共文委代表）、沈端先（左联代表）、凌鹤（剧联代表）等在上海法租界环龙路（今南昌路）靠近马思南路(今思南路)一双开间门面房子“左联”举办的“暑期文艺讲习会”的楼上创立中国美术家联盟，通过《联盟决议》，接受中国左翼文化界总同盟领导。其工作纲领为：
- (一)组织参加一切革命的实际行动。
- (二)供给各友谊团体画材。
- (三)组织工场农村写生团、摄影队。
- (四)组织研究会、讲演会。
- (五)组织美术研究所。
- (六)领导各学校团体。
- (七)推动文化团体协议会。
- (八)出版美术上的言论刊物。
- (九)开大规模的普罗美术展览会。
- (十)开多量的移动展览会。

美联总部设在窦乐安路233号（今多伦路201弄2号)中华艺术大学的西洋画科。组织结构： 
- 主任许幸之
- 副主任沈西苓
- 总干事于海（于玉海，于寄愚）
- 执行委员：许幸之、沈叶沉（沈西苓）、于海、一川（胡以撰）、姚馥(夏朋)、张谔、陈烟桥、刘露、周熙(江丰)9人。
- 党团书记：张眺(耶林)/于海（于玉海，于寄愚，1932年2月入党，继任党团书记）
- 上海美专盟员小组：张谔、蔡若虹、洪叶（吴天，成为著名电影导演）、钱文澜、施春瘦（施椿寿、史白）等。
- 新华艺专盟员小组：陈烟桥、陈铁耕（陈耀堂）、林扬波（马达）、王艺之、吴似鸿等。
- 中华艺大盟员小组：许幸之、沈叶沉（沈西苓）、卢炳炎、郑宝益、肖建初、王汝玉、梁白波等。
- “一八艺社”盟员小组：全体社员季春丹（力扬）、姚馥（夏朋）、刘梦莹、刘毅亚、沈福文、李可染、汪占非、王肇民、杨澹生、卢鸿基、黄显之、郑明盘、胡以撰（一川）、陈耀唐、陈卓坤、顾洪干、周熙（江丰）、黄聊化、黄瀛等40余人。
- 上海艺大：刘露等个别活动
- 上海白鹅画会：周熙(江丰)等个别活动

1931年初许幸之离开上海，实际上这个组织就处于群龙无首的状态。1931年3月23日《文艺新闻》发表鲁迅倡导木刻的报道：

小说名家鲁迅氏，又是美术底爱好者，生平多藏西洋的名画册，近年尤对木刻寄与高度的热爱。闻对北新书局诉讼而得的版税，费于购置名木刻者几居半数。氏曾于去年秋在北四川路举行一度西洋木刻展览会，又曾于去年暑期中往某艺术学校作关于木刻艺术的讲演，不辞酷热，挥汗而谈。最近氏又将德国新兴青年画家梅菲尔德所作木刻，新俄著名小说《士敏土》底插图十幅，用珂罗版精印二百五十部限定本，以供青年画家作标本。此为中国版画运动史第一次之举……此种热情，对于中国的艺术发展，功绩实在很大。

对于生活拮据、四处奔波的左翼美术青年，从事木刻创作既能为革命斗争宣传服务，又能在艺术上有所探索，从而不至于沦为“空头美术家”。从这时起，鲁迅成为左翼美术运动的实际领导人；木刻这门艺术，成为左翼美术青年的身份标识，把散落于各左翼组织、从事地下活动的盟员和美术青年紧密地联系到了一起。从1931年8月鲁迅举办暑期“木刻讲习会”到1936年10月抱病参观全国流动木刻展览会，新兴木刻运动成了中国左翼美术运动独特、鲜明的标记与载体。鲁迅倡导的“当革命时，版画之用最广”的新兴版画运动，特别是从1932年起上海涌现出众多左倾木刻社团，成为“美联”的活动阵地与左翼美术堡垒：
- 春地画会：上海“一八艺社”的社址在“一二八抗战”时被日军炮火炸毁后，就迁到法租界，改名“春地画会”。于海于玉海，于寄愚）、季春丹、蒋海澄（艾青）、周熙(江丰)、陈卓坤、黄聊化等。1932年7月13日晚上，军警当局突然包围春地美术研究所，把在场进行教学和创作研究活动的江丰、艾青、李岫石、黄山定等逮捕入狱，以“危害民国罪”判刑：艾青、力扬被判六年，李岫石被判五年，其他人被判三至四年不等的有期徒刑。艾青在狱中写出了感情沉郁的长诗《大堰河——我的女保姆》，一举成为著名诗人。
- MK木刻研究会的姚馥、王紫萍、周金海、陈葆真等也遭当局逮捕入狱，其中姚馥在1935年牺牲于狱中。
- 野风画会：马达发起组织
- 上海绘画研究会：顾鸿千、郑野夫等
- 涛空画会：胡以撰、陈铁耕、沃渣、江逸群等。
- 未名社：黄新波、刘岘等
- 野穗木刻社：陈铁耕、陈烟桥、何白涛等
- 暑期绘画研究会：沃渣、马达等。
- 铁马版画研究社：沃渣、郑野夫、温涛等。
- 木铃木刻社（杭州）：杭州艺专学习的力群、曹白、许天开等
- 现代版画会（广州）：
- 平津木刻研究会：

1931年5月，杭州“一八艺社”为了开展美术运动，把作品携带到上海，通过鲁迅的关系，由内山完造介绍，在上海虹口“每日新闻社”楼上开“一八艺社”习作展览会。为了扩大宣传，杭州“一八艺社”出了一本画集，序言请鲁迅写的《“一八艺社”习作展览会小引》（收入《二心集》）：

“……现在的艺术，总要一面得到蔑视、冷遇、迫害，而一面得到同情、拥护、支持。‘一八艺社’也将逃不出这例子。因为它在这旧社会里，是新的、年青的、前进的。中国近来其实也没有什么艺术家。号称‘艺术家’者，他们的得名，与其说在艺术，倒不如说是在他们的履历和作品的题目——故意题得香艳、缥缈、古怪、雄深。连骗带吓，令人觉得似乎了不得。然而时代是在不息地进行，现在新的、年青的、没有名的作家的作品站在这里了，以清醒的意识和坚强的努力，在榛莽中露出了日见生长的健壮的新芽。自然，这是很幼小的。但是，惟其幼小，所以希望就正在这一面。”

1932年春“美联”宣布复活，当时的召集人是田汉。1936年春，由于中国左翼文化界总同盟解散，"美联"停止活动。